# Astrocaryum murumuru

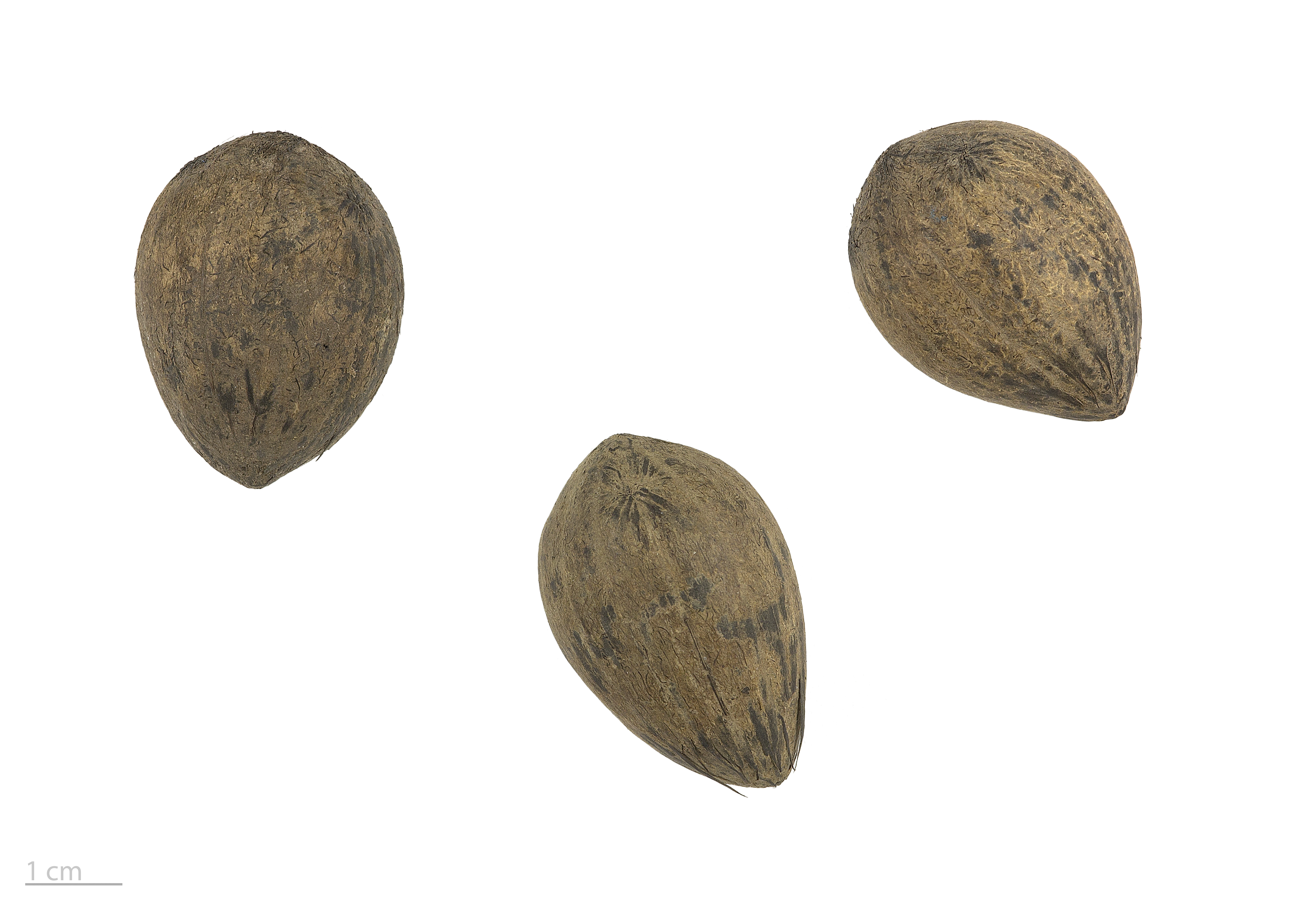
Astrocaryum murumuru

Astrocaryum murumuru är en enhjärtbladig växtart som beskrevs av Carl Friedrich Philipp von Martius. Astrocaryum murumuru ingår i släktet Astrocaryum och familjen Arecaceae. Inga underarter finns listade i Catalogue of Life.